# Günter Friesenbichler
Günther Friesenbichler (Weiz, 4 marzo 1979) è un ex calciatore austriaco, di ruolo attaccante.